# Тёмная Башня (цикл)
«Тёмная Башня» (англ. The Dark Tower) — цикл романов американского писателя Стивена Кинга, написанный на стыке тёмного фэнтези, ужасов, научной фантастики и вестерна. Серия повествует о долгих странствиях стрелка Роланда Дискейна в поисках легендарной Тёмной Башни. Стивен Кинг называл этот цикл своим magnum opus (вершиной творчества). Цикл о Темной Башне включает в себя множество тем, персонажей и сюжетных линий из других, не связанных друг с другом книг Кинга.
«Тёмная Башня» была вдохновлена поэмами Роберта Браунинга «Чайльд-Роланд дошёл до Тёмной Башни» и Томаса Элиота «Бесплодная земля». В новом предисловии первой книги «Стрелок» к переизданию 2003 года Кинг также упоминает фильм «Хороший, плохой, злой» и роман «Властелин колец» как вдохновителей. Прообразом центрального персонажа серии — Роланда Дискейна — послужил безымянный герой кинематографической Долларовой трилогии, сыгранный Клинтом Иствудом.
Роланд — последний член древнего рыцарского ордена стрелков. Поначалу в одиночку, а потом с группой верных друзей — своим «ка-тетом» — он совершает длительный поход по постапокалиптическому миру, напоминающем Америку старого Запада, в котором присутствует магия. Приключения Роланда и его спутников включают в себя посещение и других миров и временных эпох, включая Нью-Йорк XX века и опустошённый пандемией гриппа мир «Противостояния». Роланд уверен, что если он дойдёт до центра всех миров, до Тёмной Башни, он сможет подняться на её верхний уровень, чтобы увидеть, кто управляет всем Мирозданием, и, возможно, восстановить порядок мира.
В 2017 году вышел фильм «Тёмная башня» датского режиссёра Николая Арселя, призванный служить одновременно экранизацией и продолжением книг; в главных ролях снялись Идрис Эльба и Мэттью Макконахи.

## Книги цикла
В русском переводе использованы лишь подзаголовки каждой книги. В оригинале полным названием, например, второй книги цикла, является: «Тёмная Башня II: Извлечение троих».
| #   | Русское название                 | Оригинальное название                        | Год издания | Награды                                 |
| --- | -------------------------------- | -------------------------------------------- | ----------- | --------------------------------------- |
| 0.5 | «Смиренные сёстры Элурии»        | The Little Sisters of Eluria                 | 1998        |                                         |
| 1   | «Стрелок»                        | The Dark Tower: The Gunslinger               | 1982        |                                         |
| 2   | «Извлечение троих»               | The Dark Tower II: The Drawing of the Three  | 1987        |                                         |
| 3   | «Бесплодные земли»               | The Dark Tower III: The Waste Lands          | 1991        |                                         |
| 4   | «Колдун и кристалл»              | The Dark Tower IV: Wizard and Glass          | 1997        | 1998 Locus Award (номинация)            |
| 4.5 | «Ветер сквозь замочную скважину» | The Dark Tower: The Wind Through the Keyhole | 2012        |                                         |
| 5   | «Волки Кальи»                    | The Dark Tower V: Wolves of the Calla        | 2003        | 2004 Locus Award (номинация)            |
| 6   | «Песнь Сюзанны»                  | The Dark Tower VI: Song of Susannah          | 2004        | 2005 Locus Award (номинация)            |
| 7   | «Тёмная башня»                   | The Dark Tower VII: The Dark Tower           | 2004        | 2005 British Fantasy Award (победитель) |

### «Смиренные сёстры Элурии»
«Смиренные сёстры Элурии» (англ. The Little Sisters of Eluria, в буквальном переводе — «Маленькие сёстры Элурии») — повесть Стивена Кинга, часть цикла о Тёмной Башне, впервые опубликованная в антологии «Легенды» в 1998 году. В 2002 году повесть вошла в сборник Кинга «Всё предельно». В 2009 году вторая редакция первого романа цикла о Тёмной Башне, «Стрелка», была переиздана издательством Grant вместе с этой повестью в книге The Little Sisters of Eluria. Тираж включал 4 000 пронумерованных экземпляров, подписанных художником Майклом Уэланом, и 1 250 пронумерованных экземпляров, подписанных Уэланом и Кингом. Майкл Уэлан также нарисовал ряд новых иллюстраций специально для этого издания «Стрелка».

### «Ветер сквозь замочную скважину»
В марте 2009 года Стивен Кинг рассказал в интервью газете USA Today, что собирается продолжать цикл. Он сказал, что у него появилась новая идея, «и я подумал, а почему бы не найти ещё три таких же, и создать книгу, которая была бы похожа на современные сказки. Потом эта идея начала разрастаться, и теперь, похоже, это будет роман» из цикла о Тёмной Башне, который «ещё не совсем завершён. Те семь книг — на самом деле они лишь секции одного длинного über-романа».
Кинг подтвердил эту информацию 10 ноября 2009 в разговоре на сцене The TimesCenter в Нью-Йорке, приуроченном к выпуску нового романа Кинга «Под куполом». На следующий день официальным сайтом автора было объявлено, что примерно через восемь месяцев Кинг приступит к написанию этого романа, под рабочим названием «Ветер сквозь замочную скважину» (англ. The Wind Through the Keyhole). Согласно Кингу, главных персонажей цикла в этом романе не будет, и действие будет происходить между четвёртой и пятой книгой цикла.
21 февраля 2012 года книга «Ветер сквозь замочную скважину» была опубликована издательством «Грант».

## Другие произведения Кинга, связанные с «Тёмной Башней»
- «Салемов удел», 1975 — один из главных героев этой книги, отец Каллагэн, в пятой книге серии встречается с ка-тетом Роланда и становится одним из его членов.
- «Сияние», 1977 — в романе упомянут Вито Джинелли, бандит из Нью-Йорка, убитый в отеле «Оверлук». Из текста «Извлечения троих» следует, что Джинелли связан с Энрико Балазаром.
- «Противостояние», 1978 — главным антагонистом этого романа является Рэндалл Флэгг, один из присных Алого Короля, противник Роланда.
- «Талисман», 1984 — в книге рассказывается о мире под названием Долины, связанном с мирами, по которым странствует Роланд.
- «Дорожные работы», 1981 — главный герой встречается с отцом Каллагэном из романа «Жребий», которого в дальнейшем встретит Роланд и его друзья. В жизни Каллагэна это промежуток после окончания «Жребия» и перед его появлением в «Тёмной Башне».
- «Оно», 1986 — в развязке играет существенную роль мистический Хранитель Луча — Черепаха (видимо, Матурин). Одного из главных героев зовут Заика Билл (Запинающийся Билл), как и робота из последней книги серии. Стенли Урис упоминает о Розе: «…В этой вселенной могут расти розы, которые поют».
- «Глаза дракона», 1987 — главным антагонистом этого романа также является Рэндалл Флэгг. Косвенно в романе упоминается и сам Роланд.
- «Нужные вещи», 1991 — в книге упоминается Белизна, противостоящая силам зла и в основной серии.
- «Бессонница», 1994 — Алый Король (Кровавый Царь) играет в этой книге важную роль. Один из отрицательных героев — Эд Дипно, также упоминается «Ка», упоминается Роланд, упоминается Башня, а важную роль в сюжете играет ребенок, мальчик-художник Патрик Дэнвилл.
- «Роза Марена», 1995 — одна из второстепенных персонажей — женщина из города Луда, по которому проходил Роланд с друзьями в третьей книге серии.
- «Безнадёга», 1996 — некоторые термины «языка бестелых», такие как кан тах, употребляются в последних книгах «Темной Башни».
- «Сердца в Атлантиде», 1999 — в повести «Низкие люди в жёлтых плащах» главные герои стараются скрыться от кан-тоев, слуг Алого Короля, Роланд в ней упоминается как «пистолетчик». Один из главных героев — Тед Бротиган, появляется в седьмой книге «Тёмной Башни».
- «Чёрный дом», 2001 — упоминаются Лучи, Разрушители и ка-тет Роланда. Также в «Волках Кальи», придя к Розе, Эдди видит в ней сцену спасения Тайлера Маршала от Мистера Маншана.
- «Всё предельно», 2002 — сборник, в который входит повесть «Всё предельно» (1997), главный герой которой, Динки Эрншоу, является второстепенным персонажем последней книги цикла.
- «Мобильник», 2006 — упоминается паровозик Чарли Чу-Чу.
- «Ур», 2009 — повесть, вошедшая в сборник рассказов «Лавка дурных снов», опубликованный в ноябре 2015 года.

## Тёмная Башня в массовой культуре

### Экранизация
В 2007 году компания IGN Movies сообщила, что ведёт работу над фильмом о приключениях Роланда. Сообщалось, что его продюсером и режиссёром станет Дж. Дж. Абрамс. Дж. Дж. Абрамс и Деймон Линделоф купили права на экранизацию серии «Тёмная Башня» за 19 долларов (это число является одним из ключевых понятий в книгах цикла). Согласно выпуску № 923 «Entertainment Weekly», Кинг «является приверженцем пустынно-островных пейзажей и доверяет Абрамсу воплотить на пленке свои фантазии», и Линделоф, скорее всего, будет «наиболее вероятным кандидатом в сценаристы для первой части».
На видеоресурсе YouTube размещено огромное количество трейлеров, имитирующих фильмы о Темной Башне. Официальный Гран-при издательского агентства «Simon & Schuster’s» в конкурсе «Американский стрелок» получил ролик «Встреча Роланда и Брауна», снятый Робертом Дэвидом Кокрейном (англ. Robert David Cochrane).
В снятом в 2007 году фильме «Мгла» главный герой, художник Дэвид Драйтон показан рисующим постер к фильму с Роландом в центре, стоящим перед дверью из железного дерева, с розой и Темной Башней по обеим её сторонам.
В феврале 2008 Абрамс заявил, что он и Линделоф приступили к написанию чернового варианта сценария. Но в ноябре 2009 Абрамс объявил: «Вряд ли найдётся больший фанат „Тёмной Башни“, чем я, но это, наверное, хорошая причина, чтобы адаптировал этот материал не я. После шести лет работы над сериалом „Остаться в живых“, последнее, чем я хочу быть занят — это потратить ещё семь лет на адаптацию самого моего любимого цикла книг. Я огромный фанат Стивена Кинга, так что я ужасно боюсь это испортить. Я бы всё отдал, чтобы кто-то другой написал сценарий. Я думаю, что эти фильмы сняты будут, потому что они настолько великолепны. Но только не мной».
8 сентября 2010 было официально объявлено, что экранизацией цикла займутся Акива Голдсман, Брайан Грейзер и Рон Ховард. Материал цикла будет представлен в качестве трёх художественных фильмов, между которыми будут показаны два сезона телевизионного сериала. В частности, Кинг сказал по поводу этого проекта: «Я ожидал подходящую команду, чтобы воплотить персонажей и истории из моих книг для кино- и телезрителей всего мира. Рон, Акива, Брайан, а также Universal и NBC проявили глубокий интерес к циклу о Тёмной Башне, и я знаю, что их начинание выльется в увлекательную серию фильмов и телесериалов, которые бережно сохранят идею и персонажей „Тёмной Башни“, столь полюбившихся читателям. Я всегда считал, что понадобится более одного фильма, но я не предвидел такого решения, то есть несколько фильмов и сериал. Это была идея Рона и Акивы. Как только она появилась, я сразу понял, что это то, что нужно». 30 апреля 2011 года Хавьер Бардем был официально утверждён на роль стрелка Роланда Дискейна
16 июля 2011 на официальном сайте Кинга было объявлено о том, что проект не будет осуществлён студией Universal. Несмотря на это, Стивен Кинг остался уверен, что Ховард и его команда найдут для проекта новый дом, и 12 марта 2012 стало известно, что студия Warner Bros. заинтересовалась проектом, вместе со своей дочерней компанией, кабельным телеканалом HBO. На роль Роланда планировали пригласить Рассела Кроу.
Но в августе 2012 года и эта студия отказалась от своих планов. Высказывалось предположение, что экранизацией могла заняться Media Rights Capital. В мае 2013 появилась информация о том, что Рон Ховард не оставил окончательно планов снять «Тёмную башню» и может вернуться к работе над проектом вместе с компанией Netflix. В январе 2014 года появилась информация о возможном участии в проекте Аарона Пола в роли Эдди Дина и Лиама Нисона в роли Роланда, а также о вероятном полном переходе проекта на сериальные рельсы.
10 апреля 2015 года Sony Pictures и компания MRC договорились о финансировании проекта по книгам цикла «Тёмная башня», состоящего из фильмов и дополнительного телесериала. Новый сценарий основан на первой книге «Стрелок». Первый фильм вышел в 2017 году. Первоначально роль Стрелка должен был исполнить Мэттью Макконахи, однако в январе 2016 стало известно, что на роль вместо Макконахи утверждён Идрис Эльба.

### Сериал
Изначально сериал должны были начать снимать ещё летом 2018 года, однако руководство студии Amazon решило дистанцироваться от неудачной экранизации «Тёмной башни» 2017 года, где главные роли сыграли Идрис Эльба и Мэттью Макконахи, и отложить начало съёмок на неопределённый срок.
Предполагалось, что сериал будет основан на событиях романа «Колдун и кристалл» и комиксов, которые описывают прошлое Стрелка. Книга рассказывала о дружбе молодого Роланда с друзьями Аланом и Катбертом, а также о трагическом знакомстве с девушкой Сьюзен Дельгадо. Главным антагонистом выступит колдун Мартен Броудклок, один из советников Стивена, отца Роланда. В центре событий окажется роман Мартена с матерью Роланда Габриэллой. Броудклок — ещё одна личность Рэндалла Флэгга, одного из служителей Алого Короля.
В феврале 2019-года стало известно, что Amazon Studios наконец объявила сроки начала съёмок сериала по «Тёмной башне». Основное производство должно было начаться в середине апреля в Хорватии и продлиться ориентировочно до конца июня. На главную роль Стрелка был выбран британский актёр Сэм Страйк, а роль Рэндалла Флэгга должен был исполнить финский актёр Яспер Пяаккёнен.
К январю 2020 года был снят пилотный эпизод, с тех пор ничего нового о статусе сериала неизвестно.
В декабре 2022 года появилась информация о приобретении прав на работу над сериалом, а также подготовке сценария усилиями Майка Флэнагана, режиссёра и сценариста сериалов «Призраки дома на холме», «Призраки усадьбы Блай», «Полуночная месса», «Клуб полуночников», а также экранизации романа Кинга «Доктор Сон» . Флэнаган признавался в любви к творчеству Стивена Кинга, а его сериалы нередко отсылаются или напоминают эпизоды из книг маэстро ужасов. 
В июне 2023 года, в период забастовки Гильдии сценаристов США, Майк Флэнаган отметил, что всё еще заинтересован в разработке проекта и написании полного сценария, но только после забастовки. В октябре 2024 года режиссёр стал автором адаптации «Кэрри» в качестве 8-серийного сериала для Amazon Prime.
В январе 2025 года,  Стивен Кинг в подкасте The Kingcast похвалил сценарий и презентации Флэнагана к грядущему сериалу «Тёмная башня». Наработки пока не показывались публично, у шоу нет даты выхода.

### Серия комиксов
Начиная с 2007 года компания Marvel Comics начала публиковать серию комиксов, сюжет которых основан на цикле. Главным директором проекта является сам автор.

### Онлайн-игра
Дискордия (англ. Discordia) — онлайн-игра, опубликованная на официальном сайте американского писателя Стивена Кинга, сюжет которой основан на цикле о Тёмной Башне. Игра стала доступна посетителям сайта автора 7 декабря 2009. Вступление к игре озвучил сам Стивен Кинг.